# Torre della televisione di Erevan
La torre della televisione di Erevan (in armeno Երևանի հեռուստաաշտարակ?, Yerevani herustaashtarak) è una torre televisiva a traliccio alta 311,7 metri, sita sulla collina di Nork a Erevan, in Armenia.

## Storia

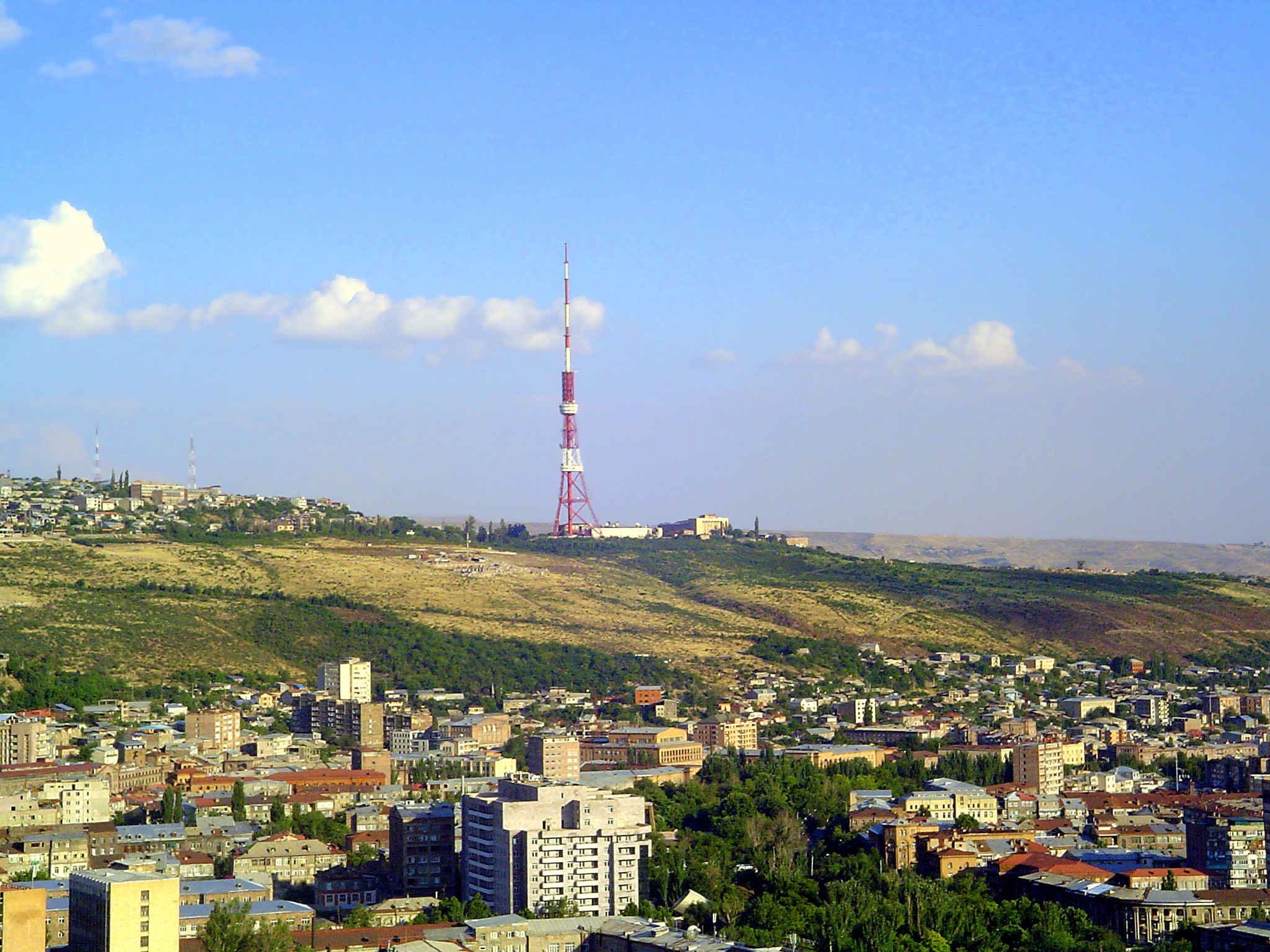
La torre domina il panorama cittadino di Erevan (fotografia scattata dalla Cascata)

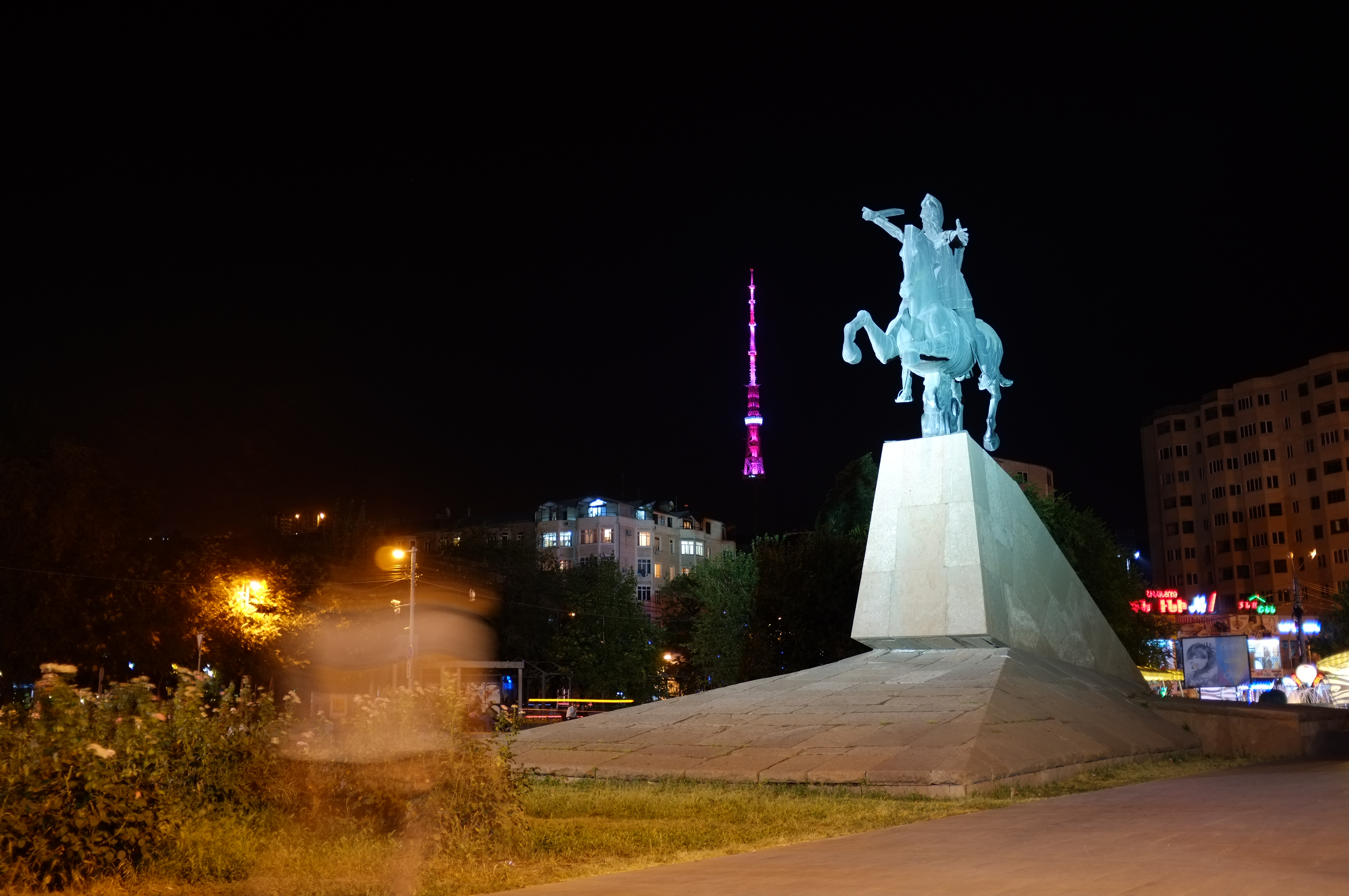
Fotografia della torre scattata dal centro città

A causa delle sue vistose insufficienze tecniche, nei tardi anni sessanta le autorità di Erevan presero la decisione di cessare l'operatività della vecchia torre televisiva cittadina, alta 180 metri, e di costruirne una nuova. 
Le operazioni preparatorie per la costruzione delle torri della televisione di Erevan e Tbilisi, altra città che necessitava di un intervento analogo, presero avvio simultaneamente sotto l'egida dell'Istituto Ucraino delle Strutture in Acciaio. A condurre il progetto di sostituzione vi erano Isaak Zatulovsky, Anatoli Perelmuter, Mark Grinberg, Yuri Shevernitsky, e Boris But. Erevan e Tbilisi furono le prime tra le varie metropoli sovietiche a dotarsi di impianti simili: lo stesso team, in ogni caso, fu attivo anche nei progetti per la torre televisiva di Kiev. La torre di Tbilisi, rispetto alla "sorella" armena, è più bassa, leggera e inclinata.
La costruzione della torre, avviata nel 1974, si concluse nel 1977, tre anni dopo. L'acciaio fu acquistato dal sito metallurgico di Rustavi, in Georgia. La torre televisiva vecchia, infine, non fu demolita bensì dislocata presso Leninakan, l'odierna Gyumri, dove è tuttora operativa.

## Descrizione
È possibile dividere idealmente la struttura della torre della televisione di Erevan in tre parti distinte: la base, il corpo centrale e l'antenna.
La base è un tetraedro a capriate in acciaio che all'altezza di 71 metri alloggia un ponte di osservazione a piattaforma chiusa e uffici tecnici. Sul tetto di questa parte si ergono le antenne radio. La struttura triangolare in traliccio prosegue fino ad un'altezza di 137 metri dove ha inizio una struttura di diciotto metri a due piani a forma di cono rovesciato. La struttura reticolare della rete continua poi per altri trenta metri.

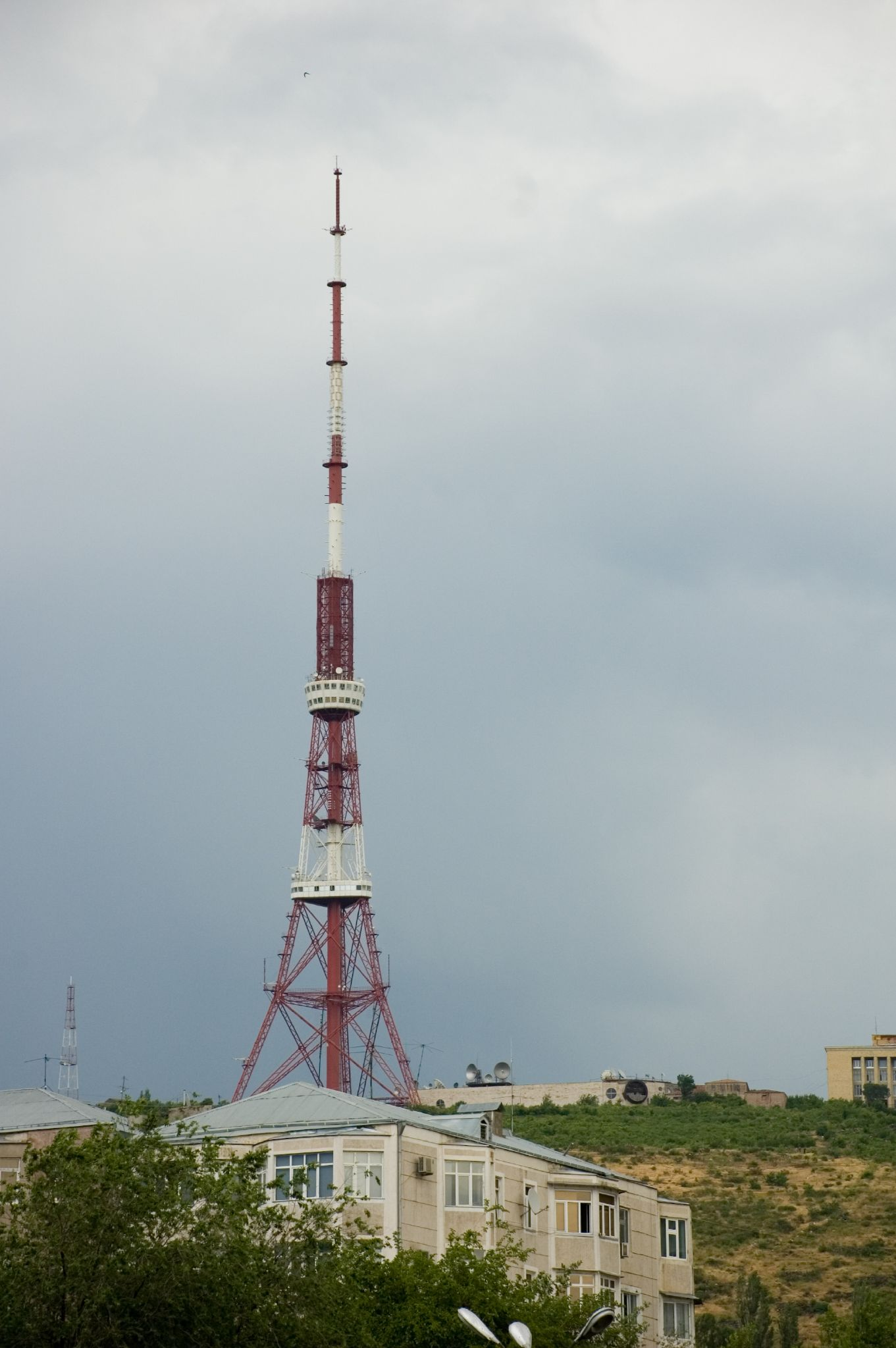
Primo piano della torre

Al centro di questa struttura vi è una struttura verticale in cemento con un diametro di 4,2 metri, in cui, fra l'altro, l'albero di sollevamento è nascosto. Il tubo che sporge dal seminterrato continua come un portatore di antenna. Questa strategia costruttiva era particolarmente diffusa nelle torri di acciaio dell'Unione Sovietica. Ad esempio, la torre della TV di Kiev e la Torre della TV di San Pietroburgo adottano il medesimo principio costruttivo.
Il supporto dell'antenna si assottiglia progressivamente (diametro per sezione: 4 metri, 3 metri, 2,6 metri, 1,72 metri e 0,75 metri) tra i cinque ponti di manutenzione che si succedono andando verso l'alto. L'intera struttura in acciaio è dipinta di bianco e arancione internazionale per conformarsi alle normative sulla sicurezza aerea (queste scelte cromatiche sono rinvenibili anche nelle torri di Tbilisi e Tokyo). Il peso dell'intera struttura è di 1900 tonnellate e la parte basamentale è a 1170 metri sul livello del mare.

## Programmi
L'entrata in opera della torre nel 1977 ha permesso di captare un'ampia varietà di programmi dalla televisione centrale di Mosca, così come da altre repubbliche dell'Unione Sovietica. In quegli anni la durata media giornaliera dei programmi trasmessi dalla televisione armena raggiunse addirittura le dodici ore, di cui due ore e mezza a colori. Il novantasei percento della popolazione aveva guardato il primo programma. Nel 1978 divenne possibile ricevere anche il quarto canale della televisione centrale in Armenia. Nel 1978 i programmi guardati dalla popolazione armena riguardavano notizie (25%), musica (23%), istruzione (13%), intrattenimento per fanciulli (14,5 %), politica (9%) e militarismo (6%), sport (4%), film (3,5%) e altri.
Nel 1978 il numero di apparecchi televisivi in Armenia fu pari a 500.000, di cui 100.000 in grado di trasmettere trasmissioni a colori. La Repubblica Socialista Sovietica Armena è stata la seconda in Unione Sovietica con una diffusione della TV così capillare. La durata dei programmi TV al giorno raggiunse le diciannove ore. Circa il 50% dei programmi era a colori e il 70% era registrato. Negli anni successivi l'Armenia divenne la prima delle repubbliche dell'Unione Sovietica in base alla percentuale del pubblico televisivo e al volume globale dei programmi.